# Flower Bud
Flower Bud é o segundo extended play (EP) do girl group sul-coreano GFriend. Foi lançado pela Source Music em 23 de julho de 2015, e distribuído pela Genie Music. O álbum contém 6 faixas, incluindo o single "Me Gustas Tu" e uma faixa instrumental. O EP debutou na sexta posição no Gaon Album Chart e vendeu mais de 28,000 unidades em território sul-coreano. Musicalmente, o álbum é do gênero bubblegum pop e é similar em estilo a girl groups dos anos 90. A maioria das faixas do álbum foram escritas por Iggy e Seo Yong-bae, que trabalharam com o grupo no seu primeiro álbum, Season of Glass.
GFriend promoveu o álbum com uma série de performances televisionadas ao vivo nos programas músicas da Coreia do Sul. "Me Gustas Tu" foi reconhecido por sua coreografia forte, diferente para um grupo com uma imagem "inocente". Um vídeo gravado por um fã do grupo performando o single em um palco escorregadio viralizou em setembro de 2015, elevando a popularidade do grupo. O single chegou à oitava posição no Gaon Digital Chart e vendeu mais de 2 milhões e meio de cópias digitais.

## Lançamento e promoção
Em 13 de julho de 2015, Source Music anunciou o futuro lançamento do segundo extended play de GFriend, Flower Bud. O álbum foi lançado digitalmente em 23 de julho, e em formato de CD no dia 27 de julho. O vídeo musical da faixa-título "Me Gustas Tu" foi produzido por Zanybros e dirigido por Hong Won-ki. Um dos cenários é uma floresta "dos sonhos" com as integrantes de vestidos de renda brancos. "Me Gustas Tu" é a segunda música na "série colegial" do grupo e representa uma viagem durante as férias de verão. A imagem "pura" do grupo foi complementada por forte coreografia, raro para um girl group com um conceito "inocente". A coreografia foi criada por Park Jun-hee, e a parte mais notável envolve Yerin saltando por cima de Umji, enquanto Yuju desliza por baixo fazendo um espacate. O grupo levou 3 meses para aperfeiçoar os movimentos difíceis.
GFriend promoveu o álbum com performances de "Me Gustas Tu" em vários programas músicais, começando com o M Countdown em 23 de Julho. Em 5 de setembro, elas se apresentaram no evento da SBS Radio em Inje, província de Gangwon. o chão do palco estava molhado devido à chuva, e Yuju escorregou e caiu 8 vezes durante a performance, enquanto SinB caiu uma vez. Um fã postou um vídeo da apresentação no YouTube, que subsequentemente viralizou, elevando a popularidade do grupo. A Promoção do álbum terminou no dia seguinte, com uma performance de "Glass Bead" e "Me Gustas Tu" no Inkigayo.
Em janeiro de 2016, "Me Gustas Tu" foi uma das músicas tocadas por meio de alto-falantes ao longo da Zona Desmilitarizada da Coreia, como parte da propaganda anti-Pyongyang da Coréia do Sul, "Voice of Freedom" (Voz da Liberdade). A transmissão foi uma resposta aos testes nucleares norte-coreanos com bombas de hidrogênio.

## Composição
"Me Gustas Tu" e "One" foram escritas por Iggy e o produtor da Rainbow Bridge World, Seo Yong-bae, com o time que também compôs músicas do primeiro álbum de Gfriend, incluindo "Glass Bead". "Me Gustas Tu" significa "Eu te Amo" em espanhol, e a letra é sobre a confissão tímida de amor de uma garota. A música foi escrita para expressar as qualidades "brilhantes e jovens" das membros, e envolve synths "funky", guitarras e sons de Moog. "Under the Sky" é uma música sobre as esperanças de uma garota para o futuro, e "My Buddy" é uma música sobre amizade e amor. "One" é uma música sobre amor, composta por som de violão, cordas, e piano elétrico. Todas as 4 faixas são músicas de dança de médio-tempo, similar a girl groups coreanos dos anos 90.

## Recepção
O álbum entrou no Gaon Album Chart semanal na sexta posição e foi o décimo-oitavo álbum mais vendido durante o mês de julho, vendendo 4,011 cópias físicas. Por Março de 2016, vendeu mais de 18.000 unidades. "Me Gustas Tu" entrou no Gaon Digital Chart na posição 27, e cresceu até a posição 15 na próxima semana Chegou ao máximo na oitava posição depois da performance com "quedas" viralizar. Depois do lançamento do terceiro EP de GFriend, Snowflake, "Me Gustas Tu" cresceu nas tabelas, posicionando em #12 na segunda semana de fevereiro de 2016.
Won Ho-jung do The Korea Herald disse que GFriend "jogou seguro" com este álbum, indo com o gênero/nicho do bubblegum pop ao invés dos mais populares EDM e Hip hop, e mantendo a "vibe doce e inocente" de seu primeiro álbum. No geral, Won disse que as músicas não são nem ruins nem surpreendentes, e o grupo estava posicionado para "solidificar sua presença no mundo do K-pop" com seu próximo lançamento.
Múltiplos críticos músicas disseram que as músicas de GFriend são "Caracteristicamente bem feitas, com melodias cativantes e familiares, relembrando músicas-tema de filmes de animação japonesa". Seo Jeong Min-gap disse que "Me Gustas Tu" é particularmente polido, e tem um "forte senso de acabamento".

## Lista de faixas
| N.º            | Título                                        | Arranjo        | Duração |  |
| 1.             | "Intro (Flower Bud)"                          | Iggy Seo       | 1:19    |  |
| 2.             | "Me Gustas Tu" (오늘부터 우리는)              | Iggy Seo       | 3:40    |  |
| 3.             | "Under the Sky" (하늘 아래서; Haneul Araeseo) | Hong Kim       | 4:10    |  |
| 4.             | "One"                                         | Iggy Seo       | 3:14    |  |
| 5.             | "My Buddy" (기억해; Gioekhae)                 | Heuk Tae       | 3:33    |  |
| 6.             | "Me Gustas Tu" (Instrumental)                 | Iggy Seo       | 3:40    |  |
| Duração total: | Duração total:                                | Duração total: | 19:36   |  |

## Desempenho nas tabelas musicais
| Tabela                           | Melhor posição |
| -------------------------------- | -------------- |
| Coreia do Sul (Gaon Album Chart) | 6              |

### Vendas
| País                       | Vendas |
| -------------------------- | ------ |
| Coreia do Sul (Gaon Chart) | 28,281 |